# یواس‌ان‌اس تانتی (تی-ای‌اوجی-۷۶)
یواس‌ان‌اس تانتی (تی-ای‌اوجی-۷۶) (به انگلیسی: USNS Tonti (T-AOG-76)) یک کشتی بود که طول آن ۳۲۵ فوت (۹۹ متر) بود. این کشتی در سال ۱۹۴۵ ساخته شد.